# Герб П'ятихатського району
Герб П'ятиха́тського райо́ну затверджений 27 травня 2004 р. рішенням № 246-17/XXIV сесії П'ятихатської районної ради.

## Опис
Щит скошений справа прев'язом, який утворено сполученням п'яти смуг: золотої, чорної, срібної, чорної та золотої, у верхньому синьому полі — 19 золотих десятипроменевих зірок (6:4:4:2:2:1), у нижньому срібному — дві перехрещені золоті шаблі вістрям униз, супроводжувані угорі трьома зеленими деревами, над ними чорний паровоз.

## Значення
Символіка герба підкреслює важливу роль, яку відіграє в житті району залізниця. По-перше -зображення паровозу (аналогічний пам'ятник розміщено у районному центрі), по-друге — смугастий перев'яз (чорні смуги уособлюють залізничні рейки, а золоті — пшеничні поля обабіч них). Зелені дерева є символом життя і процвітання району. Опущені униз козацькі шаблі нагадують про козацьке минуле краю та про мир, здобутий предками. 19 зірок символізують 19 рад (1 міську, 2 селищні та 16 сільських), що входять до складу району.
Комп'ютерна графіка — В. М. Напиткін.